# (72042) Dequeiroz
(72042) Dequeiroz est un astéroïde de la ceinture principale.

## Description
(72042) Dequeiroz est un astéroïde de la ceinture principale. Il fut découvert le 17 décembre 2000 à Gnosca par Stefano Sposetti. Il présente une orbite caractérisée par un demi-grand axe de 2,38 UA, une excentricité de 0,14 et une inclinaison de 1,2° par rapport à l'écliptique.
Il est dédié à l'astronome amateur José De Queiroz.

## Compléments